# 392 f.Kr.

## Händelser

### Efter plats

#### Persiska riket
- Den persiske generalen Struthas skickas av kung Artaxerxes II för att ta över satrapdömet Sardis, som efterträdare för Tiribazos, och för att fullfölja den antispartanska politiken.

#### Grekland
- Spartanerna skickar en ambassadör, Antalkidas, till den persiske satrapen Tiribazos, i hopp om att vända perserna mot de allierade, genom att informera dem om Konons utnyttjande av den persiska flottan, för att börja återuppbygga Atens imperium. När atenarna får veta detta skickar de en ambassad, ledd av Konon, för att ge perserna sin syn på saken i Sardis. Upprörd över Konons handlingar låter Tiribazos arrestera honom och ger i hemlighet spartanerna pengar för att kunna utrusta en flotta. Även om Konon snabbt flyr dör han på Cypern utan att ha återvänt till Aten.
- En fredskonferens mellan de grekiska stadsstaterna hålls av Sparta. Den atenske talaren och politikern Andokides reser med tre kollegor för att förhandla fram fred med Sparta. Konferensen röner dock ingen framgång och Aten säger nej till fredsvillkoren samt skickar ambassadörerna i exil.

#### Sicilien
- Dionysios I av Syrakusa blir, efter att ha ökat sin makt över Siciliens ursprungliga invånare (sikelerna), överfallen för andra gången av en karthagisk expedition och han tvingas därför alliera sig med sikelerna. Den karthagiska armén, under Mago, blir besegrad, sluter fred med Dionysios på för honom förmånliga villkor och återvänder till Karthago.

### Efter ämne

#### Konst
- Isokrates grundar en retorikskola på ön Khios.

#### Religion
- Juno Reginas tempel invigs i Rom.

## Avlidna
- Konon, atensk amiral